# 遠淵湖
遠淵湖（とおぶちこ）は、樺太南部にある湖である。

## 地理
樺太大泊郡長浜村と遠淵村に位置する海跡湖で、亜庭湾に面する。